# 光叶海桐
光叶海桐（学名：Pittosporum glabratum）为海桐花科海桐花属下的一个种。

## 扩展阅读
- 維基物種上的相關：光叶海桐